# Lijst van steden in Japan
Hier volgt een lijst van steden in Japan.
Voor meer informatie over de stad  in Japan, zie Gemeente van Japan. 
Op 1 april 2011 had Japan 1724 gemeenten. Binnen deze 1724 gemeenten zijn er  786  die het statuut van stad (市, shi) hebben.
 Noot :* verwijst naar de hoofdstad van een prefectuur.

## A
Abashiri -  Abiko - Agano - Ageo - Aioi - Aira - Aisai -Aizuwakamatsu - Akabira -  Akaiwa - Akashi - Aki - Akiruno - Akishima - Akita* - Akitakata - Ako - Akune - Ama - Amagasaki - Amakusa - Amami - Anan - Anjo - Annaka - Aomori* -Arao - Arida -  Asago - Asahi (Chiba) - Asahikawa -  Asaka - Asakuchi - Asakura - Ashibetsu -  Ashikaga - Ashiya - Aso (Kumamoto) - Atami - Atsugi - Awa - Awaji - Awara - Ayabe - Ayase - Azumino

## B
Bando -  Beppu - Bibai -  Bizen - Bungo-ono - Bungotakada - Buzen

## C
Chiba (Japanse stad)* - Chichibu - Chigasaki -
Chikugo - Chikuma - Chikusei - Chikushino - Chino - Chiryu - Chita - Chitose -  Chofu -
Choshi - Chuo

## D
Daisen - Daito - Date (Fukushima) - Date (Hokkaido) - Dazaifu

## E
Ebetsu -  Ebina - Ebino - Echizen - Ena - Eniwa - 
Etajima

## F
Fuchu (Hiroshima) - Fuchu (Tokio) - Fuefuki - Fuji - Fujieda - Fujiidera - Fujimi - Fujimino - Fujinomiya - Fujioka - Fujisawa - Fujiyoshida - Fukagawa -  Fukaya - Fukuchiyama - Fukui -  Fukuoka* - Fukuroi - Fukushima* - Fukutsu - Fukuyama - Funabashi (Chiba) - Furano -  Fussa - Futtsu

## G
Gamagori - Gero - Gifu*- Ginowan - Gobo - Gojō - Gose - Gosen - Goshogawara - Gotenba - Goto - Gotsu -
Gujo - Gyoda

## H
Habikino -  Hachimantai - Hachinohe - Hachioji - Hadano - Hagi - Hakodate -  Hakui - Hakusan - Hamada - Hamamatsu - Hamura - Hanamaki - Handa (Tokushima) - Hannan - Hanno - Hanyu -  Hashima - Hashimoto - Hasuda - Hatsukaichi - Hekinan - Hida - Hidaka - Higashihiroshima - Higashikagawa -
Higashikurume - Higashimatsushima - Higashimatsuyama - Higashimurayama - Higashine - Higashiōmi - Higashiosaka - Higashiyamato - Hikari - Hikone - Himeji - Himi - Hino (Tokio) - Hioki - Hirado - Hirakata - Hirakawa - Hiratsuka - Hirosaki - Hiroshima*-  Hita (Oita) - Hitachi - Hitachinaka - Hitachiōmiya - Hitachiōta - Hitoyoshi - Hofu - Hokota - Hokuto (Yamanashi) -  Hokuto (Hokkaido) - Honjo - Hyūga

## I
Ibara - Ibaraki - Ibusuki - Ichihara (Chiba) - Ichikawa (Chiba)  - Ichikikushikino - Ichinomiya - Ichinoseki - Iga - Iida - Iiyama - Iizuka - Ikeda - Iki - Ikoma - Imabari - Imari - Imizu - Ina - Inabe - Inagi - Inashiki - Inazawa - Inuyama - Inzai - Iruma - Isa - Isahaya - Ise - Isehara - Isesaki - Ishigaki - Ishikari -  Ishinomaki - Ishioka - Isumi - Itako - Itami - Ito - Itoigawa - Itoman - Itoshima - Iwade - Iwaki - Iwakuni - Iwakura - Iwamizawa -  Iwanuma - Iwata - Iyo - Izu - Izumi (Kagoshima) - Izumi (Osaka) - Izumiotsu - Izumisano - Izumo - Izunokuni

## J
Joetsu - Jōsō -  Joyo

## K
Kadoma - Kaga (Ishikawa) - Kagoshima*- Kahoku - Kai (Yamanashi) - Kainan - Kaizu - Kaizuka - Kakamigahara - Kakegawa - Kakogawa - Kakuda - Kama - Kamagaya - Kamaishi - Kamakura - Kameoka - Kameyama - Kami - Kami-Amakusa - Kaminoyama - Kamisu - Kamo - Kamogawa (Chiba) - Kanazawa*- Kani - Kanonji - Kanoya - Kanuma - Kanzaki - Karatsu - Kariya - Kasai - Kasama - Kasaoka - Kashiba - Kashihara - Kashima - Kashima - Kashiwa - Kashiwara - Kashiwazaki - Kasuga - Kasugai - Kasukabe - Kasumigaura - Katagami - Katano - Kato - Katori - Katsuragi - Katsuura - Katsuyama - Kawachinagano - Kawagoe - Kawaguchi - Kawanishi - Kawasaki -  Kazo - Kazuno - Kesennuma - Kikuchi - Kikugawa - Kimitsu -  Kinokawa - Kioto* - Kirishima - Kiryū - Kisarazu - Kishiwada - Kitaakita - Kitahiroshima -  Kitaibaraki - Kitakami - Kitakata - Kitakyushu - Kitami -  Kitamoto - Kitanagoya - Kitsuki - Kiyose - Kiyosu - Kizugawa - Kobayashi - Kobe*- Kochi*- Kodaira - Kofu*- Koga (Fukuoka) - Koga (Ibaraki) - Koganei - Koka (Shiga) - Kokubunji - Komae - Komagane - Komaki - Komatsu - Komatsushima - Komoro - Konan (Aichi) - Konan (Kochi) - Konan (Shiga) - Koriyama - Kosai - Koshi - Koshigaya - Koshu - Konosu - Kudamatsu - Kuji - Kuki - Kumagaya - Kumamoto*- Kumano - Kunisaki - Kunitachi - Kurashiki - Kurayoshi - Kure - Kurihara - Kurobe - Kuroishi - Kurume - Kusatsu - Kushima - Kushiro -  Kuwana - Kyotanabe - Kyotango

## M
Machida - Maebashi*- Maibara - Maizuru - Makinohara - Makurazaki - Maniwa - Marugame - Masuda - Matsubara - Matsudo - Matsue*- Matsumoto - Matsusaka - Matsuura - Matsuyama*- Midori - Mihara - Mikasa -  Miki - Mima - Mimasaka - Minamata - Minami-Alps - Minamiashigara - Minamiawaji - Minamiboso - Minamikyushu - Minamisatsuma - Minamishimabara - Minamisoma - Minamiuonuma - Mine - Mino - Minoh - Minokamo - Misato -  Misawa - Mishima (Shizuoka) - Mitaka - Mito*- Mitoyo - Mitsuke -  Miura - Miyako (Iwate) - Miyakojima - Miyakonojo - Miyama -  Miyawaka - Miyazaki*- Miyazu - Miyoshi - Miyoshi (Hiroshima) - Miyoshi (Tokushima) - Mizuho - Mizunami - Mobara - Monbetsu -  Moka - Moriguchi -Morioka*- Moriya - Moriyama - Motosu - Muko - Munakata - Murakami - Murayama - Muroran - Muroto - Musashimurayama - Musashino - Mutsu - Myoko

## N
Nabari - Nagahama - Nagai - Nagakute - Nagano* - Nagaoka - Nagaokakyo - Nagareyama -
Nagasaki* - Nagato - Nago - Nagoya* - Naha*- Naka - Nakagawa - Nakama - Nakano - Nakatsu - Nakatsugawa - Namegata - Namerikawa - Nanao - Nanjo - Nankoku - Nantan - Nanto - Nan'yō - Nara* - Narashino - Narita - Naruto - Nasukarasuyama - Nasushiobara - Natori - Nayoro -  Nemuro -  Neyagawa - Nichinan - Nihonmatsu - Niigata* - Niihama - Niimi - Niiza - Nikaho - Nikkō - Ninohe - Nirasaki - Nishinomiya - Nishinoomote - Nishio - Nishitokyo - Nishiwaki - Nisshin - Nobeoka - Noboribetsu -  Noda (Chiba) - Nogata -  Nomi - Noshiro - Numata - Numazu

## O
Oamishirasato - Obama - Obanazawa - Obihiro -  Obu - Oda - 
Odate - Odawara - Ofunato - Oga - Ogaki - Ogi - Ogori - Oita*- Ojiya -
Okawa - Okaya - Okayama*- Okazaki - Okegawa - Okinawa - Omachi - Omaezaki - Ome - Omihachiman - Omitama - Omura - Omuta - Ono - Ono - Onojo - Onomichi - Osaka*- Osakasayama - Osaki - Oshu - Ota - Otake - Otaru -  Otawara - Otsu*- Otsuki - Owariasahi - Owase - Oyabe - Oyama - Ozu

## R
Rikuzentakata - Rittō -  Rumoi -  Ryūgasaki

## S
Sabae - Sado - Saga*- Sagae -
Sagamihara - Saijo - Saikai - Saiki - Saitama*- Saito - Sakado - Sakai - Sakai - Sakaide - Sakaiminato - Sakata - Saku - Sakura (Chiba) - Sakura (Tochigi) - Sakuragawa - Sakurai - Sanda - Sanjo - Sanmu - Sano - Sanuki - Sanyo-Onoda - Sapporo -  Sasayama - Sasebo - Satsumasendai - Satte - Sayama - Seiyo - Seki -  Senboku - Sendai*- Sennan - Seto - Setouchi -  Settsu - Shibata - Shibetsu -  Shibukawa - Shibushi - Shijonawate - Shiki - Shikokuchuo - Shima - Shimabara - Shimada - Shimanto - Shimoda  - Shimonoseki -  Shimotsuke - Shimotsuma - Shingu - Shinjō - Shinshiro - Shiogama - Shiojiri - Shirakawa - Shiraoka - Shiroi - Shiroishi - Shiso - Shizuoka*- Shobara - Shunan - Sodegaura - Soja - Soka - Soma - Soo - Sosa (Chiba) - Suita - Sukagawa - Sukumo - Sumoto - Sunagawa -  Susaki - Susono - Suwa - Suzaka - Suzu - Suzuka

## T
Tachikawa - Tagajō - Tagawa - Tahara -
Tainai - Tajimi - Takahagi - Takahama - Takahashi -
Takaishi - Takamatsu* - Takaoka -
Takarazuka - Takasago - Takasaki - Takashima - Takatsuki - Takayama - Takehara - 
Takeo - Taketa - Takikawa - Takizawa - Taku - Tama - Tamana - Tamano - Tamura - Tanabe - Tarumizu - Tatebayashi - Tateyama - Tatsuno - Tendō - Tenri - Toba - Tochigi - Toda - Togane - Tokai - Tokamachi - Toki - Tokio (tot 1943) - Tokoname - Tokorozawa - Tokushima* - Tomakomai -  Tome - Tomi - Tomigusuku -  Tomioka - Tomisato - Tomiya - Tonami - Tondabayashi - Tono - Toon - Toride - Tosa - Tosashimizu - Tosu - Tottori* - Towada - Toyama* - Toyoake - Toyohashi -
Toyokawa - Toyonaka - Toyooka - Toyota - Tsu*- Tsubame - Tsuchiura - Tsugaru - Tsukuba - Tsukubamirai - Tsukumi - Tsuru - Tsuruga -  Tsurugashima - Tsuruoka - Tsushima (Aichi) - Tsushima (Nagasaki) - Tsuyama

## U
Ube - Uda - Ueda - Uenohara - Uji - Uki - Ukiha - Unnan - Unzen - Uonuma - Uozu - Urasoe - Urayasu - Ureshino - Uruma - Usa - Ushiku - Usuki - Utashinai - Uto - Utsunomiya* - Uwajima

## W
Wajima - Wakayama*- Wakkanai -  Wako - Warabi

## Y
Yabu - Yachimata - Yachiyo - Yaita - Yaizu - Yamaga -
Yamagata (stad)*- Yamagata (Gifu) - Yamaguchi*- Yamanashi - Yamato - Yamatokōriyama - Yamatotakada - Yame - Yanagawa - Yanai - Yao - Yashio - Yasu - Yasugi - Yatomi - Yatsushiro - Yawata - Yawatahama - Yokkaichi - Yokohama*- Yokosuka - Yokote - Yonago - Yonezawa - Yoshikawa - Yoshinogawa - Yotsukaido - Yubari - Yufu - Yuki - Yukuhashi - Yurihonjo - Yuzawa

## Z
Zama (Kanagawa) - Zentsuji - Zushi